# .gh
Pour les articles homonymes, voir GH.
.gh est le domaine de premier niveau national (country code top level domain : ccTLD) réservé au Ghana. Il est introduit le 19 janvier 1995 et est exploité par Network Computer Systems Limited dont le siège est à Accra.

## Caractéristiques
À sa création, il était nécessaire qu'au moins le contact administratif soit basé au Ghana. Ce n'est qu'en 2012 que les directives sont modifiées à la suite du changement de l'autorité d'attribution afin que le .gh puisse être enregistré par tout le monde sans restriction. Au total, un domaine .gh peut comporter entre deux et 63 caractères et ne contenir que des caractères alphanumériques.
.

## Domaines de deuxième niveau
Outre le domaine de premier niveau, il existe de nombreux domaines de deuxième niveau, par exemple .com.gh pour les entreprises, .edu.gh pour les établissements d'enseignement, .gov.gh pour le gouvernement et les autres autorités du Ghana, .org.gh pour les organisations à but non lucratif et .mil.gh pour l'armée.
Il existe quelques exceptions à ces domaines : parliament.gh pour le Parlement du Ghana, isoc.gh pour le chapitre ghanéen de l'ISOC, nic.gh pour le Ghana Network Information Center, cocobod.gh pour le Ghana Cocoa Board, techgov.gh pour Techgov et yellowpages.gh pour l'annuaire des Pages jaunes du Ghana.